# Grag Queen
Grégory Crescencio da Silva Mohd (Canela, 29 de junho de 1995), mais conhecido pelo seu nome artístico Grag Queen, é um ator, cantor, apresentador e drag queen brasileiro, mais conhecido por vencer a primeira temporada do Queen of the Universe e apresentar o Drag Race Brasil.

## Carreira

### 2009–2015: Início e trabalhos natalinos
Antes de iniciar sua carreira como drag queen, Grag atuou em diversos espetáculos culturais e musicais no Rio Grande do Sul, especialmente voltados para eventos de temática natalina. Entre 2009 e 2011, participou do tradicional Natal Luz, em Gramado, integrando os espetáculos O Grande Desfile de Natal e Auto de Natal. Em 2009, também fez uma participação no programa Xuxa Especial de Natal, exibido pela TV Globo.
Entre 2010 e 2012, trabalhou na Chocofest, também em Gramado, além de participar, em 2010, da Parada de Natal e da Descida do Papai Noel, dentro do evento Sonho de Natal, realizado na cidade vizinha de Canela.
Em 2014, realizou uma viagem para Nova York, onde ingressou em escolas credenciadas pela Broadway, participando de um conservatório de inverno ministrado por ex-integrantes e artistas ativos dos principais musicais da Broadway, aprimorando suas habilidades vocais, de interpretação e de performance.
Durante quatro anos, Grag foi protagonista do musical Korvatunturi, encenado em Gramado, que combina elementos de teatro, música, dança, acrobacia e circo. Em 2015, também integrou o elenco do espetáculo Bellepoque, onde interpretava clássicos do gênero burlesco.

### 2016–2020: Armário de Saia
Em 2016, Grag conheceu a artista WesDrag por meio de um jogo online. A afinidade musical entre elas levou à formação do duo Armário de Saia, que unia humor, música e cultura drag. O projeto começou de forma despretensiosa, com a publicação de vídeos de covers no Facebook, incluindo uma versão da música "Sweet Dreams (Are Made of This)", que alcançou mais de 16 mil visualizações e foi responsável pelos primeiros sinais de repercussão do trabalho da dupla.
Diante do retorno positivo, o duo expandiu seu trabalho para o YouTube, onde rapidamente conquistou um público expressivo. O primeiro vídeo no canal obteve cerca de 5 mil curtidas, o segundo ultrapassou 35 mil, e o terceiro chegou a 55 mil. Atualmente, os vídeos do canal acumulam mais de 16 milhões de visualizações.
O canal consolidou-se como referência dentro do cenário drag e LGBTQIA+ nas redes, reunindo milhões de visualizações e mais de 210 mil inscritos. A proposta do Armário de Saia era apresentar, de forma criativa e bem-humorada, performances musicais, paródias e conteúdos voltados para a cultura drag. A estreia oficial aconteceu em fevereiro de 2018, com a publicação do vídeo Medley Drag Brasil, que viralizou ao apresentar um mashup de músicas de artistas drag brasileiras. Ainda em 2018, lançaram outros dois vídeos de grande repercussão, intitulados Drag Goes Gospel, que juntos somam mais de 1,6 milhão de visualizações. O sucesso também se estendeu para outras plataformas, como o TikTok.
Durante o período de isolamento social imposto pela pandemia de COVID-19, o duo manteve-se ativo nas redes sociais, produzindo conteúdos interativos e lançando a música "Toma Conta", gravada antes da pandemia. O videoclipe foi produzido integralmente de forma remota, com participações de bailarinos, artistas e fãs, todos filmando de suas próprias residências.
Em outubro de 2020, o duo publicou no YouTube o vídeo "O Fim", no qual anunciou oficialmente o encerramento do projeto Armário de Saia, com ambos os integrantes seguindo suas respectivas carreiras solo.

### 2021–2024:Queen of the UniverseeDrag Race Brasil
Em 2021, Grag foi anunciada como uma das participantes da primeira temporada do reality show norte-americano Queen of the Universe, primeira competição de canto exclusivamente dedicada a drag queens no mundo. O programa é uma produção da MTV Entertainment Studios em parceria com a World of Wonder, mesma produtora da franquia RuPaul's Drag Race. As competidoras eram avaliadas por critérios como figurino, maquiagem, performance, atuação e, principalmente, pela qualidade vocal. Grag sagrou-se vencedora da temporada inaugural, conquistando o prêmio de 250 mil dólares, equivalente, na época, a cerca de 1,4 milhão de reais. Pouco tempo depois, lançou seu primeiro extended play (EP), intitulado Desperta, com cinco faixas inéditas sob o selo da gravadora SB Music.
Em 2022, realizou sua primeira participação em um programa de televisão brasileira, apresentando-se no Domingão com Huck, da TV Globo, onde interpretou a canção "Rise Up", da cantora norte-americana Andra Day. No mesmo ano, lançou cinco músicas inéditas, sendo três em português e duas em inglês. Nesse período, Grag tornou-se a primeira artista brasileira convidada a participar do RuPaul's DragCon LA, um dos maiores eventos internacionais dedicados à cultura drag e queer, realizado em Los Angeles, nos Estados Unidos. Até então, diversos brasileiros frequentavam o evento como público, porém Grag foi a primeira a integrar a programação oficial como atração do evento. A partir dessa participação, deu início à sua primeira turnê internacional, intitulada What's Up Lindas Tour.
Ainda em 2022, gravou a música "Dinner", parte da trilha sonora da série Love, Victor, e lançou a colaboração "Que Sí Que No", com o cantor mexicano Christian Chávez. No mês de setembro, participou da nona edição do festival Rock in Rio, como uma das atrações do camarote Coke Studio, espaço da Coca-Cola dentro do evento. A ativação contou com pocket shows e encontros de diversos nomes do pop nacional, onde Grag realizou uma performance ao lado do cantor Vitão. No mesmo período, estreou como apresentadora no programa Perfil Música Boa, do Multishow, que semanalmente recebia artistas da comunidade LGBTQIA+ para conversas sobre música e carreira.
Em 2023, lançou seu segundo EP, intitulado Gente Crazy, acompanhado do single "Milkshake". Em fevereiro, foi confirmada como uma das atrações da primeira edição do festival The Town, em São Paulo. No mês de julho, foi oficialmente anunciada como apresentadora e jurada do reality Drag Race Brasil, até então exibido pela plataforma de streaming Paramount+. No mesmo ano, lançou os singles "Que Passa" e "Sirene", além de colaborar nas faixas "Foda-se", do cantor Bruno Gadiol, e "Tapa", da cantora Lexa.

### 2025–presente: Primeiro álbum de estúdio
Em 2025, após cinco anos de parceria, Grag encerrou seu contrato com a gravadora SB Music. No mesmo mês, em 20 de junho, a revista Vogue noticiou que a artista assinou contrato com a Warner Music Brasil, subsidiária do grupo Warner Music Group, além de firmar um acordo de publishing com a Warner Chappell, divisão editorial do mesmo conglomerado.
Em julho do mesmo ano, durante a divulgação da segunda temporada de Drag Race Brasil, a plataforma de streaming WOW Presents Plus convidou Grag a compor e interpretar a música-tema da nova edição do reality. A canção, intitulada "Boogie Brasil", foi lançada em 10 de julho como single promocional do programa e também incluída em seu primeiro álbum de estúdio. A faixa apresenta influências do boogie, mescladas a elementos do swing e do pop, marcando uma nova fase estética e sonora da artista.

## Vida pessoal

### Cura Gay
Em entrevista ao portal Hugo Gloss, Grag revelou detalhes sobre o período em que, na adolescência, foi submetido à chamada terapia de reorientação sexual — prática condenada por organizações de saúde e direitos humanos. Ele relatou ter sido vítima de métodos considerados abusivos, como jejuns forçados, choques elétricos e pressões psicológicas para negar sua orientação sexual.
Segundo Grag, esse processo começou quando sua mãe, preocupada com sua sexualidade, foi convencida por líderes religiosos a buscar esse tipo de "tratamento". Entre as práticas adotadas, era obrigado a repetir frases como "eu não sou gay", a se envolver afetivamente com meninas e a participar de sessões que tinham como objetivo "expulsar um demônio" que, segundo eles, estaria em seu corpo. Ele também descreveu episódios em que era forçado a assistir depoimentos de pessoas trans que haviam destransicionado e se tornado pastoras, utilizadas como supostos exemplos de "cura".
Grag descreve essa experiência como extremamente traumática e uma tentativa sistemática de apagar sua identidade e sua liberdade de existir como pessoa LGBTQIA+. Desde então, tem se posicionado de forma ativa contra as chamadas terapias de conversão, utilizando sua visibilidade para denunciar seus impactos e promover os direitos da comunidade LGBTQIA+.

### Bullying
Em entrevista à revista Marie Claire, Grag relatou ter crescido em uma família de ascendência árabe, inserida no contexto de uma igreja evangélica. Em declaração ao portal g1, ele descreveu ter sido vítima de bullying durante o período escolar, sendo alvo de agressões verbais, físicas e episódios de humilhação, como cuspidas.
Segundo Grag, sua forma de se expressar, como dançar na escola, era frequentemente vista de forma negativa pelos colegas e pela instituição, o que culminou em sua expulsão por comportamentos considerados "inadequados" no ambiente escolar.

## Discografia
- Desperta (2021)
- Gente Crazy (2023)

## Filmografia

### Televisão
| Ano           | Título                | Função                | Notas       | Ref.   |
| ------------- | --------------------- | --------------------- | ----------- | ------ |
| 2021          | Queen of the Universe | Participante (Venceu) | Temporada 1 | [ 7 ]  |
| 2023–presente | Drag Race Brasil      | Apresentador          |             | [ 47 ] |
| 2024          | Falas de Orgulho      | Ele mesmo             |             | [ 48 ] |

## Turnês
- What's Up Lindas Tour (2022)

## Prêmios e indicações
| Ano  | Prêmio                | Categoria                  | Resultado | Ref.   |
| ---- | --------------------- | -------------------------- | --------- | ------ |
| 2022 | MTV Millennial Awards | Aposta Miaw                | Indicado  | [ 49 ] |
| 2022 | MTV Millennial Awards | Orgulho do Vale            | Indicado  | [ 49 ] |
| 2022 | MTV Millennial Awards | From Brasil!               | Indicado  | [ 49 ] |
| 2022 | MTV Millennial Awards | Realeza do Reality         | Indicado  | [ 49 ] |
| 2022 | QueerX Awards         | Drag Artist of the Year    | Venceu    | [ 50 ] |
| 2022 | BreakTudo Awards      | Artista Revelação Nacional | Venceu    | [ 51 ] |
| 2022 | Gay Times Honors      | Latin American Icon        | Venceu    | [ 52 ] |
| 2023 | Prêmio Biscoito       | Artista do Vale            | Indicado  | [ 53 ] |
| 2023 | Prêmio Biscoito       | Drag do Vale               | Indicado  | [ 53 ] |
| 2024 | Prêmio Biscoito       | Artista do Vale            | Indicado  | [ 54 ] |